# Sonamoo
Sonamoo (hangul: 소나무) är en sydkoreansk tjejgrupp bildad år 2014 av TS Entertainment.
Gruppen består av de sju medlemmarna Sumin, Minjae, D.ana, Nahyun, Euijin, High.D och NewSun.

## Medlemmar
| Artistnamn   | Artistnamn | Födelsenamn   | Födelsenamn | Födelsedatum      |
| Romanisering | Hangul     | Romanisering  | Hangul      | Födelsedatum      |
| ------------ | ---------- | ------------- | ----------- | ----------------- |
| Sumin        | 수민       | Ji Su-min     | 지수민      | 3 mars 1994       |
| Minjae       | 민재       | Sung Min-jae  | 성민재      | 18 december 1994  |
| D.ana        | 디애나     | Jo Eun-ae     | 조은애      | 10 september 1995 |
| Nahyun       | 나현       | Kim Na-hyun   | 김나현      | 9 december 1995   |
| Euijin       | 의진       | Hong Eui-jin  | 홍의진      | 8 oktober 1996    |
| High.D       | 하이디     | Kim Do-hee    | 김도희      | 21 december 1996  |
| NewSun       | 뉴썬       | Choi Yoon-sun | 최윤선      | 19 juni 1997      |

## Diskografi

### Album
| Albuminformation                                        | Topplacering          |
| Albuminformation                                        | Sydkorea (Gaon Chart) |
| ------------------------------------------------------- | --------------------- |
| Deja Vu (EP-skiva) - Släppt: 29 december 2014           | 1                     |
| Cushion (EP-skiva) - Släppt: 20 juli 2015               | 7                     |
| I Like U Too Much (EP-skiva) - Släppt: 29 juni 2016     | 7                     |
| I Think I Love U (Singelalbum) - Släppt: 9 januari 2017 | 13                    |

### Singlar
| År   | Titel               | Topplacering          |
| År   | Titel               | Sydkorea (Gaon Chart) |
| ---- | ------------------- | --------------------- |
| 2014 | "Deja Vu"           | 109                   |
| 2015 | "Cushion"           | 114                   |
| 2016 | "I Like U Too Much" | 123                   |
| 2017 | "I Think I Love U"  | —                     |